# Pentacora hirta
Pentacora hirta är en insektsart som först beskrevs av Thomas Say 1832.  Pentacora hirta ingår i släktet Pentacora och familjen strandskinnbaggar. Inga underarter finns listade i Catalogue of Life.